# Masque FFP2

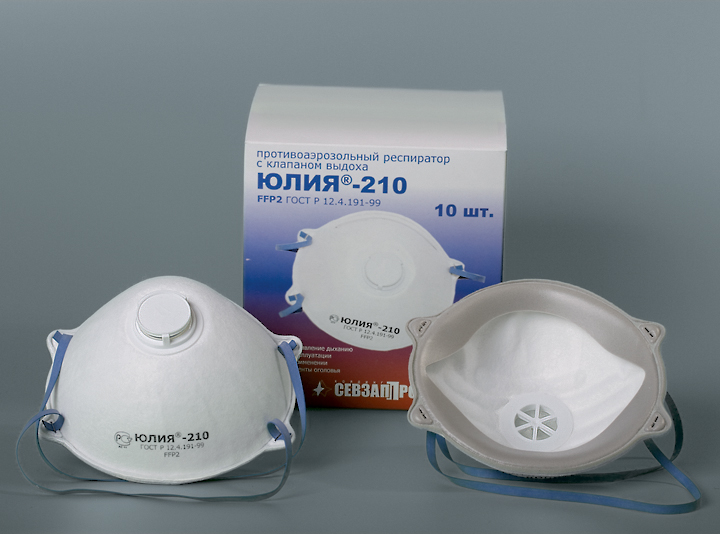
Masque FFP2 à valve, filtrant 94 % des particules, mais uniquement dans le sens extérieur vers intérieur.
Attention : Le masque figurant ci-dessus est prévu pour le bricolage ou l'industrie. Comme le rappelle l'INRS, il ne protège que son porteur,.
À cause de sa valve (soupape qui s'ouvre à chaque expiration et se ferme à l'inspiration), l'air expiré par le porteur à travers la « soupape » est susceptible de contaminer l'environnement extérieur,, par exemple s'il expire des particules infectieuses de type virales et/ou des bactériennes ou mycobactériennes), surtout s'il éternue, tousse, crie ou même parle dans son masque.
Pour le contexte médical ou pandémique, ce même type de masque existe sans valve.

Le masque FFP2 (filtering facepiece, littéralement « pièce faciale filtrante ») de seconde classe, est un modèle de masque de protection autofiltrant de type jetable utilisé pour filtrer 94 % des particules en suspension dans l'air, selon les normes européennes EN 143 et EN 149 qui comptent deux autres classes, le masque FFP1 et le masque FFP3. 
Le masque FFP2 est utilisé dans l'industrie ainsi que (sans valve/soupape pour une protection dans les deux sens,) dans le domaine sanitaire et médical, notamment dans les épidémies pour éviter les maladies transmissibles et nosocomiales.

Son équivalence proche américaine est le masque de protection N95. 
Le masque de protection le plus performant, selon la norme européenne, est le masque FFP3 (filtration à 98 % des particules) ,,,.  

## Description
La désignation FFP2 signifie qu'il filtre au moins 94 % des particules présentes dans l'air. Le masque FFP2 doit être homologué pour retenir au moins des particules jusqu'à 0,6 µm. 
- Taux minimum de pénétration (ou filtration) d'aérosols/particules retenu par le média-filtrant du masque : 94 %.
- Taux maximum FTI (Fuite Totale vers l’Intérieur) ou taux d'air non filtré qui ne passe pas à travers le filtre, mais rentrant à l’intérieur du masque : 8 %[9].

Les fabricants utilisent des élastiques de couleur blanche ou bleue pour l'identifier.

## Usage industriel
Le masque FFP2 permet une protection dans divers domaines tels que l'industrie du verre, la fonderie, le bâtiment, l'industrie pharmaceutique et l'agriculture. Il arrête en effet les substances particulaires (pas les nanoparticules ni les gaz). 

## Usage hospitalier et sanitaire
Le masque FFP2 (sans valve/soupape pour ne pas contaminer l'environnement extérieur de la part du porteur, éventuellement asymptomatique) est utilisé pour éviter d'être contaminé par un agent pathologique tel que le virus de la grippe, de l'influenzavirus B, de la grippe aviaire, du coronavirus (dont le SARS-CoV-2 causant la COVID-19), du bacille Yersinia pestis, de la bactérie de la peste pulmonaire et de la tuberculose ou du virus du syndrome respiratoire aigu sévère (SRAS) ,,. 
Le modèle sans valve/soupape est indiqué pour la protection respiratoire de tous les professionnels de  santé ou pour toutes personnes exposées à un risque dans les situations suivantes, : 
- Accès aux chambres en isolation respiratoire.
- Personnel d'urgence et consultations avec des patients à haut risque de maladies à transmission aérienne.
- Entreprises et laboratoires où les mycobactéries sont travaillées et traitées (dans une cabine à flux laminaire).

Dès le début de l'année 2020, ces masques ont connu une forte demande de la part des particuliers et des professionnels de la santé, conséquence de la pandémie de Covid-19.
En mars 2020, dans de nombreux pays, les masques FFP2 ont manqué aux professionnels de la santé traitant les patients atteints ou susceptibles d'être atteints par la maladie à coronavirus 2019. Les stocks ont alors été réquisitionnés par les gouvernements.
Toutefois, le 14 décembre 2021, l’Agence nationale de sécurité sanitaire de l'alimentation, de l'environnement et du travail a mis en garde les autorités contre la toxicité potentielle du graphène, présent dans la plupart des masques FFP2, car ce matériau synthétique serait susceptible de provoquer des problèmes pulmonaires.

## Comparaison des types de masques selon les normes européennes - FFP
La norme européenne EN 143 définit 3 différentes classes de masque par le type de filtre à particules qui peut être fixé ou caractérisé sur un masque facial chirurgical ou industriel : P1 (filtrage à 78 %), P2 (filtrage à 92 %) P3 (filtrage à 98 %) 
La norme européenne EN 149 définit les classes suivantes de "demi-masques filtrants" ou "masques filtrants " (FFP), c'est-à-dire les masques construits entièrement en matériau filtrant : 
| Classe | Limite de pénétration du filtre (à 95 l./min débit d'air)    | Débit  | Fonction |
| ------ | ------------------------------------------------------------ | ------ | --- |
| FFP1   | Filtre au moins 78 % des particules en suspension dans l'air | < 22 % | Antipoussière |
| FFP2   | Filtre au moins 92 % des particules dans l'air               | < 8 %  | Contre de très fines particules, par exemple, l'amiante et la céramique, les procédures médicales qui génèrent des aérosols et utilisations mentionnées dans FFP1 |
| FFP3   | Filtre au moins 98 % des particules dans l'air               | < 2 %  | Contre de très fines particules, par exemple, l'amiante et la céramique, les procédures médicales qui génèrent des aérosols (intubation endotrachéale, bronchoscopie, Wash bronoco-Ventilation alvéolaire manuellement avant l'intubation, la ventilation non invasive, trachéotomie et utilisations mentionnées dans FFP1 et FFP2 |

Cf. les classes HEPA européennes pour comparaison.
Les normes européennes EN 143 et EN 149 testent la pénétration des filtres avec des aérosols secs de chlorure de sodium et d'huile de paraffine après avoir stocké les filtres à +70 °C et −30 °C pendant 24 heures chacun.  
Les normes comprennent des tests de résistance mécanique, de résistance à la respiration et d'obstruction.  
La norme EN 149 teste la fuite vers l'intérieur entre le masque et le visage, où dix sujets humains effectuent 5 exercices chacun et pour 8 personnes, la fuite vers l'intérieur moyenne mesurée ne doit pas dépasser 22 %, 8 % et 2 % respectivement, comme indiqué ci-dessus.